# Heinz Schneiter
Heinz Schneiter (Thun, 12 de abril de 1935 – 6 de julho de 2017) foi um futebolista e treinador suíço que atuava como defensor.

## Carreira
Heinz Schneiter fez parte do elenco da Seleção Suíça de Futebol, na Copa do Mundo de 1962 e 1966.